# Slavkovîți, Narodîci
Slavkovîți (în ucraineană Славковиці) este un sat în comuna Huto-Mareatîn din raionul Narodîci, regiunea Jîtomîr, Ucraina.

## Demografie
Componența lingvistică a localității Slavkovîți
     Ucraineană (100%)
Conform recensământului din 2001, toată populația localității Slavkovîți era vorbitoare de ucraineană (100%).